# 1669 Dagmar
1669 Dagmar eller 1934 RS är en asteroid i huvudbältet, som upptäcktes 7 september 1934 av den tyske astronomen Karl Wilhelm Reinmuth i Heidelberg. Den har fått sitt namn efter det tyska kvinnonamnet Dagmar.
Asteroiden har en diameter på ungefär 42 kilometer och den tillhör asteroidgruppen Themis.